# Francisca Pleguezuelos
Francisca Pleguezuelos Aguilar (ur. 28 czerwca 1950 w Grenadzie) – hiszpańska polityk, matematyk, parlamentarzystka krajowa, od 2004 do 2009 deputowana do Parlamentu Europejskiego VI kadencji.

## Życiorys
Ukończyła w 1972 studia matematyczne, przez kilka lat była wykładowcą na macierzystym wydziale w Grenadzie. W 1988 uzyskała dyplom w zakresie systemów informatycznych. Od 1977 pracowała jako nauczyciel w szkole średniej, od 1990 na stanowisku profesora. Zaangażowała się w działalność Hiszpańskiej Socjalistycznej Partii Robotniczej, wchodziła w skład regionalnego komitetu wykonawczego w Andaluzji, a także w skład komitetu federalnego tej partii.
Pełniła funkcję posłanki do Kongresu Deputowanych (1989–1993 i 2000–2004), pomiędzy tymi okresami zasiadała w hiszpańskim Senacie.
W wyborach w 2004 z ramienia PSOE uzyskała mandat deputowanej do Parlamentu Europejskiego. Była członkinią Grupy Socjalistycznej, Komisji Rozwoju Regionalnego oraz Komisji Przemysłu, Badań Naukowych i Energii. W PE zasiadała do 2009.